# 가시와자키촌 (미에현)
가시와자키촌(柏崎村)은 일본 미에현 와타라이군에 설치되었던 촌이다. 현재의 다이키정의 일부에 해당한다.